# Antonio Racioppi
Pour les articles homonymes, voir Racioppi.
.
Antonio Racioppi, né en 1925 à Rome dans la région du Latium en Italie et mort le 26 septembre 2013 dans la même ville, est un réalisateur, un scénariste et un dramaturge italien. Il est notamment connu comme réalisateur des films Amours de vacances (Tempo di villeggiatura) et La mano nera.

## Biographie
Diplômé du Centro sperimentale di cinematografia de Rome, il réalise son premier film en 1956, soutenu par Luigi Zampa. Il connaît un début de carrière riche, avec la réalisation de quatre films en huit ans, dont la comédie Amours de vacances (Tempo di villeggiatura), avec Vittorio De Sica, Giovanna Ralli, Nino Manfredi et Marisa Merlini dans les rôles principaux.
Il revient en 1969 avec une nouvelle comédie, Mio padre monsignore, tourné à Rome. Il signe ensuite en collaboration avec son ami Carlo Infascelli deux comédies légères écrites d’après le Décameron de Boccace et inspiré du succès des précédents films de Pier Paolo Pasolini sur le sujet.
En 1973, il tourne le film La mano nera qui raconte l’histoire de Joe Petrosino, le premier policier américain d’origine italienne à avoir exercé dans la police new-yorkaise et qui fut assassiné en mission d’infiltration à Palerme.
En parallèle à sa carrière de réalisateur, Racioppi connaît un certain succès dans l’écriture de scénario et de pièces de théâtre.

## Filmographie

### Comme réalisateur
- 1956 : Amours de vacances (Tempo di villeggiatura)
- 1959 : La Conjuration des Borgia (it) (La congiura dei Borgia)
- 1960 : La donna di ghiaccio
- 1962 : Tempo di credere
- 1971 : Mio padre monsignore (it)
- 1972 : Le Décameron interdit (it) (Il Decamerone proibito, avec Carlo Infascelli)
- 1972 : Canterbury interdit (Le mille e una notte all'italiana, avec Carlo Infascelli)
- 1973 : L'Emprise de la main noire (La mano nera)
- 1973 : Il maschio ruspante
- 1986 : Infinito

### Comme scénariste
- 1956 : Amours de vacances (Tempo di villeggiatura) de lui-même
- 1959 : La congiura dei Borgia de lui-même
- 1962 : Tempo di credere de lui-même
- 1966 : K.O. va e uccidi de Carlo Ferrero
- 1969 : Pourquoi pas avec toi (Brucia ragazzo, brucia) de Fernando Di Leo
- 1969 : Zenabel de Ruggero Deodato
- 1971 : Mio padre monsignore de lui-même
- 1972 : Le Décameron interdit (Il Decamerone proibito, de lui-même et avec Carlo Infascelli)
- 1972 : Beffe, licenzie et amori del Decamerone segreto de Giuseppe Vari
- 1972 : Canterbury interdit (Le mille e una notte all'italiana, de lui-même et avec Carlo Infascelli)
- 1973 : La mano nera de lui-même
- 1973 : Il maschio ruspante de lui-même
- 1976 : Une fille nommée Apache (Una donna chiamata Apache) de Giorgio Mariuzzo
- 1986 : Infinito de lui-même